# Carlos Vasallo Rojas
Carlos Vasallo Rojas (* 26. Juni 1908 in Santiago de Chile; † 28. Juli 1983 ebenda) war ein chilenischer Politiker und Diplomat.
Vasallo Rojas war von 1. März 1954 bis 4. Juni 1954 Minister für öffentliche Gesundheit und soziale Vorsorge. Später war Unterstaatssekretär im chilenischen Ministerium für auswärtige Beziehungen und stellvertretender Außenminister. Während des Sturzes von Salvador Allende war er Botschafter in Italien. Anfang 1982 kehrte er in sein Heimatland zurück und starb am 28. Juli 1983 im Alter von 75 Jahren.

## Ehrungen
- 1957: Großes Verdienstkreuz mit Stern und Schulterband der Bundesrepublik Deutschland